# Moszczanycia
Moszczanycia (ukr. Мощаниця) – wieś na Ukrainie, w obwodzie żytomierskim, w rejonie korosteńskim, w hromadzie Owrucz, nad Moszanycią. W 2001 roku liczyła 95 mieszkańców.
Około 15 km na zachód od miejscowości znajduje się przystanek kolejowy Moszczanycia na linii Białokurowicze–Owrucz.